# Campeonato de Fútbol de Asia Oriental de 2025
El Campeonato de Fútbol de Asia Oriental de 2025 fue la décima edición del torneo de la Federación de Fútbol de Asia Oriental para selecciones masculinas de fútbol. El 30 de marzo de 2024, la Federación de Fútbol de Asia Oriental anunció que el torneo se celebraría en Corea del Sur del 7 al 15 de julio de 2025 y la competición preliminar se celebraría en Kaohsiung del 8 al 17 de diciembre de 2024.

## Sede
| Yongin |                   |        |
| Yongin | Yongin            | Yongin |
| ------ | ----------------- | ------ |
| Yongin | Yongin Stadium    |        |
| Yongin | Capacidad: 37 155 |        |
| Yongin |                   |        |

## Selecciones participantes
| Selecciones participantes | Selecciones participantes | Selecciones participantes | Selecciones participantes |
| ------------------------- | ------------------------- | ------------------------- | ------------------------- |
| Corea del Sur             | China                     | Hong Kong                 | Japón                     |

## Resultados
| Pos. | Equipo            | Pts. | PJ | G | E | P | GF | GC | Dif. | Result     |
| ---- | ----------------- | ---- | -- | - | - | - | -- | -- | ---- | ---------- |
| 1    | Japón (C)         | 9    | 3  | 3 | 0 | 0 | 9  | 1  | +8   | Campeón    |
| 2    | Corea del Sur (H) | 6    | 3  | 2 | 0 | 1 | 5  | 1  | +4   | Subcampeón |
| 3    | China             | 3    | 3  | 1 | 0 | 2 | 1  | 5  | −4   | 3° Lugar   |
| 4    | Hong Kong         | 0    | 3  | 0 | 0 | 3 | 1  | 9  | −8   | 4° Lugar   |

 Fuente: EAFF
| 7 de julio de 2025 | Corea del Sur                                            | 3–0     | China | Yongin Mireu Stadium, Yongin                           |                                                        |
| 20:00              | - Lee Dong-gyeong 8' - Joo Min-kyu 21' - Kim Ju-sung 56' | Reporte |       | Asistencia: 4,426 espectadores Árbitro(s): Tuan Yaasin | Asistencia: 4,426 espectadores Árbitro(s): Tuan Yaasin |

| 8 de julio de 2025 | Japón                                                      | 6–1     | Hong Kong | Yongin Mireu Stadium, Yongin                             |                                                          |
| 19:24              | - Germain 4', 10', 22', 26' - Inagaki 20' - Nakamura 90+4' | Reporte | Orr 59'   | Asistencia: 687 espectadores Árbitro(s): Thoriq Alkatiri | Asistencia: 687 espectadores Árbitro(s): Thoriq Alkatiri |

| 11 de julio de 2025 | Hong Kong | 0–2     | Corea del Sur                         | Yongin Mireu Stadium, Yongin                              |                                                           |
| 20:00               |           | Reporte | - Kang Sang-yoon 27' - Lee Ho-jae 67' | Asistencia: 5,521 espectadores Árbitro(s): Ahmad A'Qashah | Asistencia: 5,521 espectadores Árbitro(s): Ahmad A'Qashah |

| 12 de julio de 2025 | Japón                        | 2–0     | China | Yongin Mireu Stadium, Yongin                                |                                                             |
| 19:24               | - Hosoya 11' - Mochizuki 63' | Reporte |       | Asistencia: 1,661 espectadores Árbitro(s): Sivakorn Pu-udom | Asistencia: 1,661 espectadores Árbitro(s): Sivakorn Pu-udom |

| 15 de julio de 2025 | China             | 1–0     | Hong Kong | Yongin Mireu Stadium, Yongin                           |                                                        |
| 16:00               | Huang Zhengyu 20' | Reporte |           | Asistencia: 1,423 espectadores Árbitro(s): Ngo Duy Lan | Asistencia: 1,423 espectadores Árbitro(s): Ngo Duy Lan |

| 15 de julio de 2025 | Corea del Sur | 0–1     | Japón      | Yongin Mireu Stadium, Yongin                            |                                                         |
| 19:24               |               | Reporte | Germain 8' | Asistencia: 18,418 espectadores Árbitro(s): Tuan Yaasin | Asistencia: 18,418 espectadores Árbitro(s): Tuan Yaasin |

## Campeón
|                           |
| Bandera de Japón          |
| Campeón Japón 3.er título |

## Estadísticas

### Goleadores
5 goles
- Ryo Germain

1 gol
| - Huang Zhengyu - Matt Orr - Mao Hosoya - Sho Inagaki | - Henry Heroki Mochizuki - Sōta Nakamura - Joo Min-kyu - Kang Sang-yoon | - Kim Ju-sung - Lee Dong-gyeong - Lee Ho-jae |